# The Crows
The Crows was een Amerikaanse rhythm-and-blues zanggroep, die commercieel succesvol was tijdens de jaren 1950. De tweede single van de groep heette Gee en was de eerste en enige grote hit van de groep. Het nummer werd uitgebracht in 1953 en werd de eerste rock-'n-roll-hit door een rock-'n-roll-groep genoemd. In 1954 bereikte het #14 in de billboard pophitlijst en #2 in de billboard rhythm-and-blueshitlijst.

## Bezetting
Oprichters
- Daniel 'Sonny' Norton[2] (leadzang)
- William 'Bill' Davis[3] (bariton)
- Harold Major (tenor)
- Jerry Wittick (tenor)
- Gerald Hamilton (bas)

Laatste bezetting
- Mark Jackson (tenor, gitaar)

## Geschiedenis
Toen The Crows in 1951 werden opgericht, waren de leden Daniel 'Sonny' Norton (lead), William 'Bill' Davis (bariton), Harold Major (tenor); Jerry Wittick (tenor) en Gerald Hamilton (bas). In 1952 verliet Wittick de groep en werd vervangen door Mark Jackson (tenor en gitaar). De groep werd ontdekt door agent Cliff Martinez tijdens de Wednesday Night Talent Show van het Apollo Theater en de single I Can't Get Started with You/Lu Lu Belle Blues werd voor het eerst uitgebracht bij Jubilee Records in mei 1952. De vertolkers noemden zichzelf Fat Man Humphries and the Four Notes. De single was niet succesvol.
Manager Martinez introduceerde de groep bij de onafhankelijke producent George Goldner, die net het kleine onafhankelijke label Rama Records had opgericht. The Crows waren de eerste groep die werd gecontracteerd en waarmee werd opgenomen. De eerste nummers zijn opgenomen als achtergrond voor de tenor en pianiste Viola Watkins. Gee was het derde nummers dat werd opgenomen tijdens de eerste opnamesessie op 10 februari 1953. Het nummer werd binnen enkele minuten gearrangeerd door bandlid William Davis, Viola Watkins wordt ook genoemd als auteur.
In mei 1953 werd de eerste single Seven Lonely Days/No Help Wanted (Rama 3) van The Crows uitgebracht door Rama Records. Het nummer Gee werd voor het eerst uitgebracht in mei 1953 als de B-kant van de ballad I Love You So (Rama 5). Radiostations begonnen echter de plaat om te draaien en speelden Gee, eerst in Philadelphia, daarna in New York en Los Angeles. In januari 1954 waren er 100.000 platen verkocht en in april bereikte het #2 in de r&b-hitlijsten en #4 in de pophitlijsten. Een jaar na de opname was het nummer een hit.
The Crows hadden slechts één zeer succesvol nummer als een one-hit wonder. Terwijl Gee in de hitlijsten stond, bracht de platenmaatschappij andere singles van de groep uit, zoals Call a Doctor, Baby en Miss You, maar geen enkele was succesvol. Het falen en het gebrek aan mogelijkheden om regelmatig op te treden om hun opnamen te ondersteunen, leidde tot de ontbinding van de groep, een paar maanden nadat Gee niet langer in de hitlijsten stond. De bezetting van de groep bleef gedurende hun succes onveranderd. Gerald Hamilton overleed in 1967 op 33-jarige leeftijd en Daniel Norton in 1972, hij was 39 jaar oud.

## Discografie

### Singles
- 1953: No Help Wanted / Seven Lonley Days
- 1953: Untrue (met Ray Barrow and His Orchestra)
- 1953: I Love You So / Gee
- 1953: Call a Doctor
- 1953: Baby
- 1953: Miss You
- 1954: Gee

### Compilaties
- 1972: Echoes of a Rock Era (splitalbum met The Harptones, elk 12 nummers; 2 lp's)
- 1988: Gee, It's the Crows: The Complete Jubilee and Rama Recordings, 1952–54
- 2000: Strictly for the Birds: The Rama & Gee Recordings 1953–56 (splitalbum met The Wrens en Bobby Mansfield)